# Nationaal Park Virunga
Het Nationaal Park Virunga (in de Belgische koloniale periode het Nationaal Park Koning Albert genoemd) is een nationaal park in het oosten van de Democratische Republiek Congo, tegen de grens met Oeganda en Rwanda. Het park werd in 1925 in het toenmalige koloniaal gebied Belgisch-Congo gesticht als 'Nationaal Park Koning Albert' (naar koning Albert I van België) en was daarmee het eerste nationaal park van Afrika. In 1979 is Virunga door UNESCO op de werelderfgoedlijst geplaatst. In juni 2013 bevestigde het Werelderfgoedcomité de status van bedreigd erfgoed. Het park wordt beheerd door het Congolees Instituut voor Natuurbehoud (ICCN).

## Het park
Het nationaal park is 7800 vierkante kilometer groot. Het strekt zich uit van het vulkanische Virunga-gebergte in het zuiden tot het Rwenzori-gebergte in het noorden en het omvat daarbij de Rwindivlakten en de volledige westelijke oever van het Edwardmeer. Het park grenst aan de Oegandese parken Nationaal park Mgahinga Gorilla, Nationaal park Rwenzori Mountains en het Bwindi Impenetrable Forest, en aan het Nationaal park der vulkanen in Rwanda.

## Fauna
In het Nationaal Park Virunga leven meer dan 700 vogelsoorten en meer dan 200 zoogdiersoorten, waarvan er enkele met uitsterven bedreigd worden. Het meest bekend zijn de berggorilla's. In 2016 leefden in het park 480 berggorilla's van de totale wilde populatie van 880. En er leefden ongeveer 400 olifanten en rond het Edwardmeer is er een grote populatie nijlpaarden.

## Bedreigingen

### Stropers en rebellen
In 1994 kreeg het park de status 'bedreigd' wegens grootschalige stroperij en illegale houtkap voor de productie van houtskool. Daarnaast werd het park tijdens en na de Congolese Burgeroorlog door rebellen gebruikt als toevluchtsoord. De Belgische prins Emmanuel de Merode werd in 2008 aangesteld als parkdirecteur. Hij leidt een team van ongeveer 700 bewapende parkwachters. In 2014 raakte De Merode zwaargewond toen hij door een groep mannen werd beschoten. Ten minste twaalf parkwachters zijn in 2017 gedood bij gewelddadige confrontaties. Het park werd in mei 2018 gesloten voor bezoekers vanwege de gevaren. Na een verbetering van de veiligheidstoestand heropende het park in februari 2019.

### Oliewinning

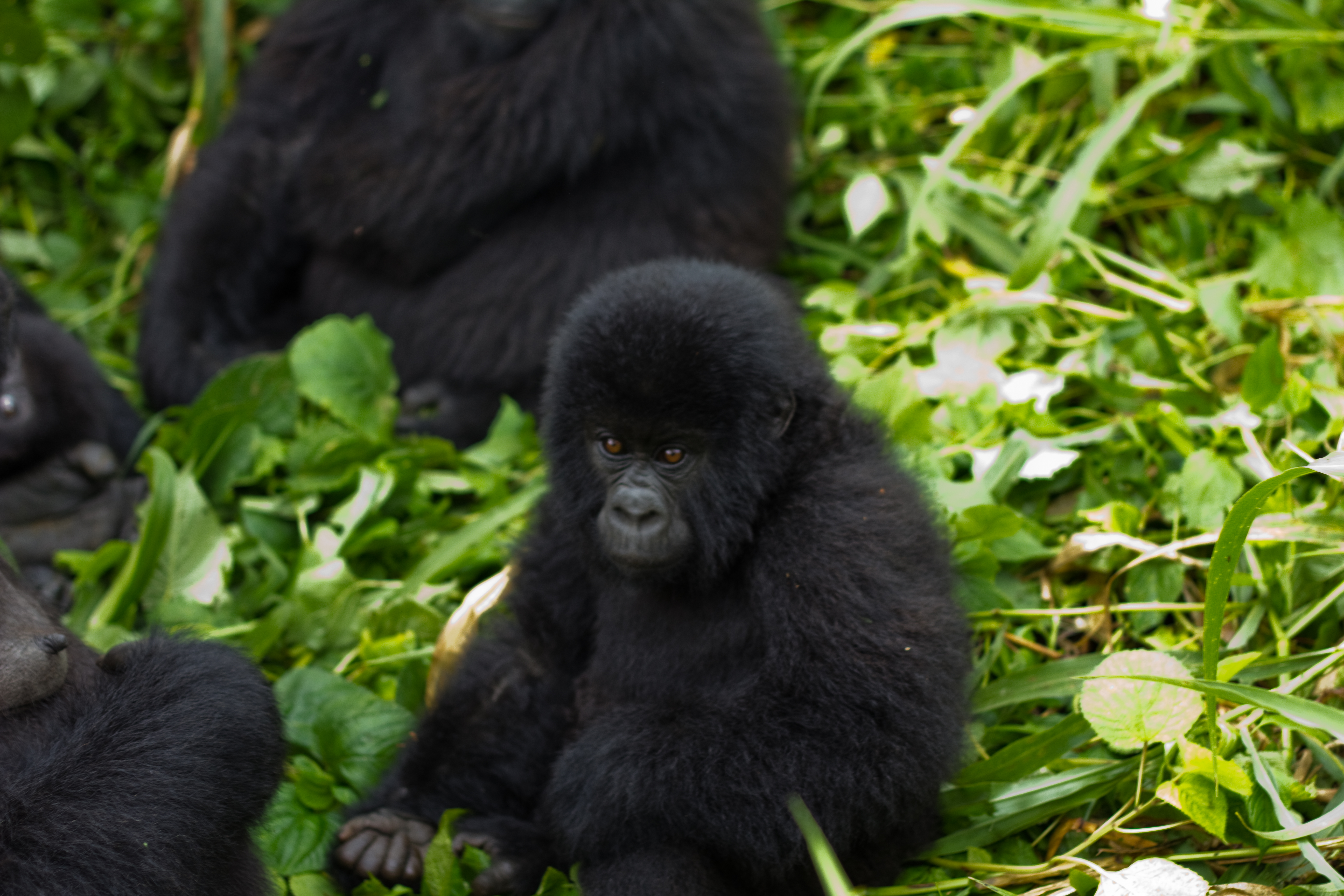
Berggorilla's in het Virungapark.

De bedreiging van officiële zijde nam toe nadat de Congolese regering vergunning verleende aan het Britse bedrijf SOCO International om in een deel van het park onderzoek te doen naar de mogelijkheid van oliewinning. In 2014 zegde SOCO toe om geen olieboringen of ander onderzoek in het Virungapark meer uit te voeren, "tenzij de Unesco en de Congolese regering het erover eens zijn dat zulke activiteiten niet onverenigbaar zijn met de status van werelderfgoed". In 2018 besloot de Congolese regering een deel van het park van bestemming te doen veranderen om daar boringen naar olie toe te kunnen staan. Het ging daarbij om 1.720 vierkante kilometer, 21,5 procent van de totale parkoppervlakte.

## Prijs
In 2018 werd aan het samenwerkingsverband Virunga Alliance de Four Freedoms Award voor Vrijwaring van gebrek toegekend.